# Prima la musica, poi le parole
Prima la musica, poi le parole è un film italiano del 1998, diretto da Fulvio Wetzl.

## Trama

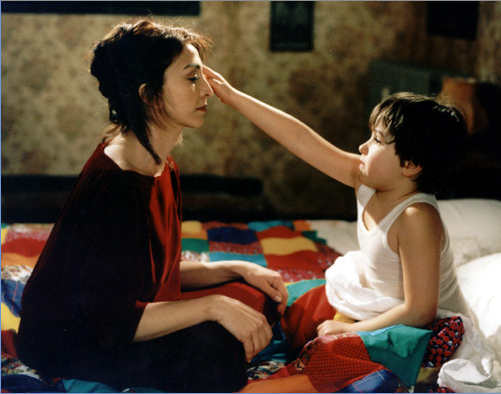
Marina (Anna Bonaiuto) e Giovanni (Andrej Chalimon)

Giovanni è un bambino di sette anni che viene ritrovato a vagare per la campagna toscana, vestito di un anacronistico cappottino loden e con in mano un libro, il Prontuario dei colori, parlando un italiano incomprensibile. "Tocco cometa", "accarezzo mentire", "sabbia canta": sono queste le frasi che il bambino pronuncia, gettando lo sconcerto in chi lo incontra. Presto viene portato in un reparto di neuropsichiatria infantile, dove alcuni medici cercano di venire a capo del suo strano modo di esprimersi.
Il dottore Minucci cerca con metodi coercitivi di riportare Giovanni a un uso corretto della lingua italiana; ma il bambino regredisce quasi a una fase autistica. Dentro l'ospedale operano però anche la logopedista Marin, che con la complicità dell'infermiera Elena, attribuisce alle strane parole di Giovanni dignità di linguaggio. Una sera il bambino, provato dai continui esperimenti coercitivi di Minucci, scappa dall'ospedale. Marina se ne accorge e lo accompagna nella fuga. Di nuovo Elena lo aiuta, mettendole a disposizione la casa della madre defunta, a Volterra. In quel luogo, al riparo da sguardi indiscreti, Marina ha modo di approfondire il rapporto con il bambino, e, spaziando nei metodi di approccio, con altri linguaggi non verbali, come la cromoterapia (linguaggio dei colori), la meloterapia (linguaggio musicale), aiutata in questo dal fidanzato Roberto.
Ma il loro nascondiglio viene ben presto individuato: Marina riesce comunque a concludere la sua indagine e a risalire alle cause: si reca infatti nella villa di campagna dove Giovanni ha vissuto, chiuso e isolato dal padre Lanfranco, glottologo impazzito che ha insegnato, per una sua delirante motivazione scientifica, un linguaggio italiano distorto al figlio, provocandone di fatto l'isolamento comunicativo.

## Riconoscimenti
- Premio Città di Milano 1992 [1] attribuito da Ledha - Lega per i diritti delle persone con disabilità per la miglior sceneggiatura sul tema dell'handicap
- Premio art.8 1994 del Ministero dei Beni Culturali per la miglior sceneggiatura italiana[2]
- Castello d'argento 1998 a Festival internazionale del cinema giovane Castellinaria di Bellinzona
- Chaplin d'oro 1998 a Festival internazionale del cinema giovane Castellinaria di Bellinzona
- Grifone di bronzo 1999 al Giffoni Film Festival
- Premio speciale della Giuria al Messina Film Festival 1999
- Premio del pubblico a Cantiere Italia 2000